# Џон Макарти (информатичар)
Џон Макарти (енгл. John McCarthy; Бостон, 4. септембар 1927 — Станфорд, 23. октобар 2011), је био амерички научник који је 1971. добио Тјурингову награду због доприноса на пољу вештачке интелигенције. Заслужан је за стварање самог појма „вештачка интелигенција“ 1955. Пројектовао је програмски језик Lisp и објавио његов дизајн у раду Communications of the ACM 1960.